# مووربارك
مووربارك (بالإنجليزية: Moorpark)‏ هي إحدى مدن مقاطعة فينتورا، كاليفورنيا. تم إعطاءها لقب مدينة في 1 يوليو، 1983.

## التركيبة السكانية
حدّد مكتب تعداد الولايات المتحدة بيانات التركيبة السكانية لمووربارك في تعداد الولايات المتحدة. في ما يلي، التركيبة السكانية حسب تعدادي 2000 و2010.

### تعداد عام 2000
بلغ عدد سكان مووربارك 31,415 نسمة بحسب تعداد عام 2000، وبلغ عدد الأسر 8,994 أسرة وعدد العائلات 7,703 عائلة مقيمة في المدينة. في حين سجلت الكثافة السكانية 973.2 نسمة لكل كيلومتر مربع (2,520.6/ميل2). وبلغ عدد الوحدات السكنية 9,094 وحدة بمتوسط كثافة قدره 281.7 لكل كيلومتر مربع (729.6/ميل2).
وتوزع التركيب العرقي للمدينة بنسبة 74.42% من البيض و1.52% من الأمريكيين الأفارقة و0.47% من الأمريكيين الأصليين و5.63% من الأمريكيين ذوي الأصول الآسيوية و0.15% من سكان جزر المحيط الهادئ و13.95% من الأعراق الأخرى و3.87% من عرقين مختلطين أو أكثر و27.81% من الهسبانيون أو اللاتينيون من أي عرق.
بلغ عدد الأسر 8,994 أسرة كانت نسبة 57.9% منها لديها أطفال تحت سن الثامنة عشر تعيش معهم، وبلغت نسبة الأزواج القاطنين مع بعضهم البعض 72% من أصل المجموع الكلي للأسر، ونسبة 9.7% من الأسر كان لديها معيلات من الإناث دون وجود شريك،  بينما كانت نسبة 3.9% من الأسر لديها معيلون من الذكور دون وجود شريكة وكانت نسبة 14.4% من غير العائلات. تألفت نسبة 9.9% من أصل جميع الأسر من عدة أفراد يعيشون في نفس المنزل ونسبة 2.2% كانت تتألف من شخص يعيش بمفرده يبلغ من العمر 65 عاماً أو أكثر. وبلغ متوسط حجم الأسرة المعيشية 3.49، أما متوسط حجم العائلات فبلغ 3.71.
بلغ العمر الوسطي للسكان 31.5 عاماً. وكانت نسبة 34.2% من القاطنين تحت سن الثامنة عشر، وكانت نسبة 8.6% بين الثامنة عشر والرابعة والعشرين عاماً، ونسبة 32.3% كانت واقعةً في الفئة العمرية ما بين الخامسة والعشرين والرابعة والأربعين عاماً، ونسبة 20.4% كانت ما بين الخامسة والأربعين والرابعة والستين، ونسبة 4.5% كانت ضمن فئة الخامسة والستين عاماً فما فوق. يوجد لكل 100 أنثى 99.7 ذكر، ويوجد لكل 100 أنثى في الثامنة عشر من عمرها فما فوق 98.1 ذكر.
بلغ متوسط دخل الأسرة في المدينة 76,642 دولارًا، أما متوسط دخل العائلة فبلغ 78,909 دولارًا. وكان متوسط دخل الذكور 55,535 دولارًا مقابل 35,790 دولارًا للإناث. وسجل دخل الفرد الخاص بالمدينة 25,383 دولارًا. وكانت نسبة 4.3% من العائلات ونسبة 7% من السكان تحت خط الفقر، وكان من هؤلاء نسبة 8.6% تحت سن الثامنة عشر ونسبة 7.3% في الخامسة والستين من العمر وما فوق.

### تعداد عام 2010
بلغ عدد سكان مووربارك 34,421 نسمة بحسب تعداد عام 2010، وبلغ عدد الأسر 10,484 أسرة وعدد العائلات 8,586 عائلة مقيمة في المدينة. في حين سجلت الكثافة السكانية 1,066.3 نسمة لكل كيلومتر مربع (2,761.7/ميل2). وبلغ عدد الوحدات السكنية 10,738 وحدة بمتوسط كثافة قدره 332.7 لكل كيلومتر مربع (861.7/ميل2).
وتوزع التركيب العرقي للمدينة بنسبة 75.13% من البيض و1.55% من الأمريكيين الأفارقة و0.72% من الأمريكيين الأصليين و6.83% من الأمريكيين ذوي الأصول الآسيوية و0.15% من سكان جزر المحيط الهادئ و10.83% من الأعراق الأخرى و4.80% من عرقين مختلطين أو أكثر و31.41% من الهسبانيون أو اللاتينيون من أي عرق.
بلغ عدد الأسر 10,484 أسرة كانت نسبة 46.4% منها لديها أطفال تحت سن الثامنة عشر تعيش معهم، وبلغت نسبة الأزواج القاطنين مع بعضهم البعض 66.4% من أصل المجموع الكلي للأسر، ونسبة 10.6% من الأسر كان لديها معيلات من الإناث دون وجود شريك،  بينما كانت نسبة 4.8% من الأسر لديها معيلون من الذكور دون وجود شريكة وكانت نسبة 18.1% من غير العائلات. تألفت نسبة 12.8% من أصل جميع الأسر من عدة أفراد يعيشون في نفس المنزل ونسبة 4.1% كانت تتألف من شخص يعيش بمفرده يبلغ من العمر 65 عاماً أو أكثر. وبلغ متوسط حجم الأسرة المعيشية 3.28، أما متوسط حجم العائلات فبلغ 3.55.
بلغ العمر الوسطي للسكان 34.7 عاماً. وكانت نسبة 27.5% من القاطنين تحت سن الثامنة عشر، وكانت نسبة 10.5% بين الثامنة عشر والرابعة والعشرين عاماً، ونسبة 25.6% كانت واقعةً في الفئة العمرية ما بين الخامسة والعشرين والرابعة والأربعين عاماً، ونسبة 29.2% كانت ما بين الخامسة والأربعين والرابعة والستين، ونسبة 7.1% كانت ضمن فئة الخامسة والستين عاماً فما فوق. وتوزع التركيب الجنسي للسكان بنسبة 49.6% ذكور و50.4% إناث.

## المناخ
يظهر الجدول التالي التغييرات المناخية على مدار السنة لمووربارك:
| البيانات المناخية لـمووربارك      | البيانات المناخية لـمووربارك | البيانات المناخية لـمووربارك | البيانات المناخية لـمووربارك | البيانات المناخية لـمووربارك | البيانات المناخية لـمووربارك | البيانات المناخية لـمووربارك | البيانات المناخية لـمووربارك | البيانات المناخية لـمووربارك | البيانات المناخية لـمووربارك | البيانات المناخية لـمووربارك | البيانات المناخية لـمووربارك | البيانات المناخية لـمووربارك | البيانات المناخية لـمووربارك |
| الشهر                             | يناير                        | فبراير                       | مارس                         | أبريل                        | مايو                         | يونيو                        | يوليو                        | أغسطس                        | سبتمبر                       | أكتوبر                       | نوفمبر                       | ديسمبر                       | المعدل السنوي                |
| --------------------------------- | ---------------------------- | ---------------------------- | ---------------------------- | ---------------------------- | ---------------------------- | ---------------------------- | ---------------------------- | ---------------------------- | ---------------------------- | ---------------------------- | ---------------------------- | ---------------------------- | ---------------------------- |
| الدرجة القصوى °ف (°م)             | 92 (33)                      | 92 (33)                      | 96 (36)                      | 105 (41)                     | 102 (39)                     | 106 (41)                     | 105 (41)                     | 105 (41)                     | 109 (43)                     | 108 (42)                     | 99 (37)                      | 99 (37)                      | 109 (43)                     |
| متوسط درجة الحرارة الكبرى °ف (°م) | 69 (21)                      | 69 (21)                      | 71 (22)                      | 74 (23)                      | 75 (24)                      | 77 (25)                      | 81 (27)                      | 83 (28)                      | 82 (28)                      | 79 (26)                      | 74 (23)                      | 69 (21)                      | 75 (24)                      |
| متوسط درجة الحرارة الصغرى °ف (°م) | 41 (5)                       | 43 (6)                       | 44 (7)                       | 46 (8)                       | 50 (10)                      | 53 (12)                      | 57 (14)                      | 56 (13)                      | 55 (13)                      | 50 (10)                      | 44 (7)                       | 41 (5)                       | 48 (9)                       |
| أدنى درجة حرارة °ف (°م)           | 25 (−4)                      | 26 (−3)                      | 25 (−4)                      | 30 (−1)                      | 35 (2)                       | 37 (3)                       | 38 (3)                       | 40 (4)                       | 40 (4)                       | 32 (0)                       | 28 (−2)                      | 25 (−4)                      | 25 (−4)                      |
| الهطول إنش (مم)                   | 3.7 (94)                     | 5.0 (130)                    | 2.7 (69)                     | 0.8 (20)                     | 0.3 (7.6)                    | 0.1 (2.5)                    | 0.0 (0.0)                    | 0.0 (0.0)                    | 0.2 (5.1)                    | 0.7 (18)                     | 1.4 (36)                     | 2.5 (64)                     | 17.4 (446.2)                 |
| المصدر: The Weather Channel.      |                              |                              |                              |                              |                              |                              |                              |                              |                              |                              |                              |                              |                              |